# Aérodrome d'Ussel - Thalamy
L’aérodrome d’Ussel - Thalamy (code OACI : LFCU) est un aérodrome ouvert à la circulation aérienne publique (CAP), situé sur les communes de Saint-Exupéry-les-Roches et de Saint-Bonnet-près-Bort à 8 km à l’est-sud-est d’Ussel dans la Corrèze en région Nouvelle-Aquitaine.
Il est utilisé pour la pratique d’activités de loisirs et de tourisme (aviation légère et aéromodélisme).

## Histoire
À 740 m d'altitude, la plate-forme d'Ussel est le premier aérodrome créé en Corrèze. 
Le Ministère de la guerre souhaitant disposer d'un terrain militaire en Haute Corrèze, le terrain est créé en 1933 sur les communes de Saint-Exupéry-les-Roches et de Saint-Bonnet-près-Bort. 
Le hangar métallique actuel de 3 000 m2 a été construit vers 1936. En 1946, il faillit être démonté au profit de l'aéro-club de Brive ; le démontage, le transport et le remontage n'ayant pu être financés, il est donc resté sans activité jusqu'à la création de l'ACU en 1947.
Le terrain militaire sert d'aérodrome de secours pour les avions en difficultés, malgré une piste courte en herbe et envahie par la bruyère.
En 1942 et 1943, les Lysanders alliés atterrissent de nuit jusqu'à la neutralisation du terrain par l'occupant (tranchées, piquets). Il servira malgré tout à des parachutages d'armes et munitions. En 1944, le terrain est remis en état avec l'aide des résistants.
En 1947, l'aéro-club d'Ussel est créé. Le Service de l'Aviation Légère et Sportive fournit le matériel qui est constitué d'un Planeur Castel C-25S  biplace et d'un treuil Ford en complément d'une Renault 6 cv. 
En 1948, le SALS affecte de nouvelles machines :
- 1 Avia 152a ;
- 1 Castel C-301S ;
- 1 Nord 1300 ;
- 1 Stampe.

L'entretien est réalisé par le moniteur et le président. Les stigmates des tranchées creusées par l'occupant continuent d'être effacées par les membres de l'Aéro-club.
En 1949, les moyens attribués sont conditionnés aux résultats obtenus, le manque de nouveaux élèves entraîne des difficultés ; l'Aéro-club perd son instructeur, un nouveau bureau est élu. Le terrain militaire est ouvert à la circulation aérienne publique, les avions venus de l'extérieur peuvent alors se poser sur le terrain.
La présidence et les bureaux se succèdent à l'Aéro-club, une nouvelle génération d'aéroplanes est apparue dans les années 80, il s'agit des ultra légers motorisés (ULM). L'aviation légère (coûteuse), cède petit à petit la place à l'aviation ultra légère qui avec ses 6 classes est de plus en plus performante et sûre.
Le propriétaire est le Syndicat mixte « SYMA A 89 – Haute-Corrèze » depuis le 1er janvier 2007. Le gestionnaire est la Chambre de commerce et d'industrie de la Corrèze.
L'aérodrome d'Ussel - Thalamy et le plus ancien aérodrome du département de la Corrèze et du Limousin.
Nicolas Lieumont, ancien membre de la Patrouille de France, a débuté pour la première fois dans cet aérodrome.

## Installations
L’aérodrome dispose de deux pistes orientées est-ouest (10/28) :
- une piste bitumée longue de 1 350 m et large de 30 ;
- une piste en herbe longue de 900 m et large de 50, accolée à la première et réservée aux ULM.

L’aérodrome n’est pas contrôlé. Les communications s’effectuent en auto-information sur la fréquence de 118,750 MHz.
S’y ajoutent :
- une aire de stationnement ;
- un hangar ;
- une station d’avitaillement en carburant (100LL)[3].

## Activités
L'aérodrome accueille de prestigieux pilote de voltige. L'aérodrome est souvent l'étape du Tour de France d'ULM.

### Aéroclub d'Ussel-Thalamy
Association loi de 1901 datant de 1947, gestionnaire de la plateforme par délégation du SYMA 89, assure la permanence, l’enregistrement des avions de passage, la délivrance de carburant et le petit entretien des pistes et hangars. 
Assure la formation des pilotes avions par un instructeur professionnel 2 jours par semaine, l’entretien des avions du club par un mécanicien professionnel assisté de 2 membres du club. 
Propose des baptêmes de l’air par des pilotes agrées et met a la disposition de ses membres : 
- 1 avion école biplace ;
- 2 avions quadriplaces pour voyages baptêmes et perfectionnement ;
- 1 ULM biplace multiaxes.